# Аргун (река в Азия)
Вижте пояснителната страница за други значения на Аргун.
Аргу̀н (в горното течение Хайлар, на руски: Аргунь; на китайски: 额尔古纳河) е река в Китай, автономен район Вътрешна Монголия и Азиатската част на Русия, Забайкалски край, дясна съставяща на река Амур от басейна на Охотско море. Дължината ѝ е 1620 km, от които 669 km в Китай, а останалите 951 km гранична между Китай и Русия.
Река Аргун води началото си под името Хайлар (555 km, площ на водосборния басейн 53 000 km²) на западния склон на планината Голям Хинган, на 1000 m н.в., в североизточната част на автономен район Вътрешна Монголия в Китай. На територията на Китай тече в посока запад-югозапад, след което североизточно от езерото Далайнор рязко завива на сесер-североизток и спазва тази генерална посока до устието си, като в този участък с дължина от 951 km служи за граница между Русия и Китай. В този участък реката последователно преминава през големи долинни разширения и стеснения, чрез които прорязва източните части на хребетите Кличкински, Нерчински, Урюмкански и Газимурски. В най-долния си участък протича между планината Голям Хинган на юг и Боршчовочния хребет на север. Долината на реката е широка, а широката ѝ до 10 km заливна тераса е силно заблатена. Коритото на реката е неустойчиво, криволичещо, разделящо се на ръкави и протоци. Постоянното преместване на главното русло на реката от китайския към руския бряг и обратно е предпоставка за своевременното коригиране на държавната граница между двете страни. По цялото си протежение китайския бряг на реката е защитен от размиване с каменни укрепления. На 5 km източно от село Уст Стрелка, Забайкалски край, на 305 m н.в. Аргун се съединява с идващата отляво река Шилка и двете заедно дават началото на голямата река Амур.
Водосборният басейн на Аргун има площ от 164 хил. km2, което представлява 8,84% от водосборния басейн на река Амур и се простира в североизточната част на автономен район Вътрешна Монголия в Китай и източна част на Забайкалски край в Русия. Съществува мнение, че в миналото горното течение на реката е била сегашната река Керулен, течаща през източната част на Монголия и северната част на Китай и вливаща се от югозапад в езерото Далайнор, а река Хайлар е била неин десен приток. В настоящето река Керулен и езерото Далойнор се оттичат в река Аргун само при много високи води. Ако се отчете и водосборния басейн на езерото Далайнор то общата площ на водосборния басейн на река Аргун ще стане 285 хил. km2. Климатът в басейна на реката е рязко континентален и мусонен. Основното количество на валежите е през летния сезон, когато падат около 60% от общото количество. Източната част на басейна, която е предимно планинска е значително по-овлажнена от западната. В западните, степни части на басейна на Аргун годишната сума на валежите е 200 – 300 mm, а в планинските – 250 – 450 mm.
Водосборният басейн на Аргун граничи със следните водосборни басейни (в т.ч. водосборния басейн на езерото Далайнор):
- на запад – водосборния басейн на река Енисей, вливаща се в Карско море;
- на северозапад – водосборните басейни на река Онон и други по-малки, десни притоци на Шилка и река Улдза (безотточна), вливаща се в езерото Барун-Торей;
- на изток – водосборните басейни на реките Амурхе, Пангухе, Хумахе, Сунгари и други по-малки, десни притоци на Амур;
- на юг и югозапад – водосборните басейни на малки реки, губещи се в безотточните области на Китай и Монголия.

Река Аргун получава множество притоци с дължина над 10 km, като 15 от тях са с дължина над 100 km:
- → Иминхе, Китай
- ← Моер Гол, Китай
- 951 → Керулен (епизодично), на границата между Русия и Китай
- ← Генхъ 300 / 1380, Китай
- ← Дербул, Китай
- 607 → Урулюнгуй 189 / 8360, Русия
- 574 → Верхняя Борзя 153 / 4040, Русия
- 511 → Средняя Борзя 118 / 1410, Русия
- ← Мордага, Китай
- ← Цзилюхе, Китай
- ← Абахе, Китай
- 271 → Уров 290 / 4210, Русия
- 176 → Урюмкан 226 / 4400, Русия
- 110 → Газимур 592 / 12 100, Русия
- ← Шенсянцзянхъ, Китай

Подхранването на реката е предимно дъждовно (50 – 70%) и снегово. Характерно е пролетно пълноводие и епизодични лятно-есенни прииждания в резултат на поройни дъждове, които многократно превишават пролетното пълноводие. По време на пролетното пълноводие (април и май) преминава около 19% от годишния отток на реката, през лятно-есенните прииждания – 74%, а през зимното маловодие (от ноември до март) – 7%. Среден годишен отток при село Олоча, Забайкалски край, на 425 km от устието 192 m3/s, което като обем се равнява на 6,06 km3, среден максимален отток 858 m3/s. Аргун замръзва през ноември, а се размразява през април.
По течението на Аргун са разположени десетки населени места, като повечето от тях са на китайска територия:
- Китай – градове: Якши (Якеши, Сигуйтуци, Шугуйт-Ци) и Хайлар; села: Орчохан, Цаган, Шивей, Цицян, Ума, Имухе, Сикоудзи и др.
- Русия – селище от градски тип Приаргунск; села: Олочи, Аргунск и др.

Водните ресурси на реката се използват основно в селското стопанство и за промишлено водоснабдяване. На китайска територия са изградени няколко водохранилища с малки ВЕЦ-ове. За поддържане на нивото на езерото Далайнор през летните месеци се осъществява прехвърляне на води от река Аргун в езерото, което представлява около 30% от големия летен отток на реката.